# Joseph de Montesquiou d'Artagnan
Pour les autres membres de la famille, voir Famille de Montesquiou.
Joseph de Montesquiou d'Artagnan (1651-1729), comte d'Artagnan, lieutenant-général des armées, capitaine-lieutenant des mousquetaires du roi. 

## Biographie
Il est issu de la branche d'Artagnan de la famille de Montesquiou, une des plus illustres de Gascogne et des plus anciennes familles de la noblesse française. 
Orphelin de père, il quitte sa Gascogne natale pour être élevé à Paris par son cousin, le fameux Charles de Batz Castelmore, modèle du célèbre d'Artagnan qui servit de modèle aux Trois Mousquetaires.
Comme son cousin, le futur Maréchal Pierre de Montesquiou d'Artagnan, il combat aux côtés de son oncle  lors de la mort d'Artagnan au siège de Maastricht en 1673. Quelques années plus tard, il deviendra comme lui  capitaine-lieutenant de la première compagnie de Mousquetaires Gris. (Le roi tient à rester nominalement "capitaine" des mousquetaires, d'où le fait que le commandement effectif de l'unité est un "capitaine-lieutenant").
Fait lieutenant-général, il est ensuite nommé gouverneur de Nîmes. 
Nommé chevalier de l'ordre du Saint-Esprit en février 1724 sous le titre de comte d'Artagnan, il produit à cette occasion la première généalogie de la Maison de Montesquiou qui rattache la famille de Montesquiou aux anciens comtes de Fézensac.
Il est propriétaire du château de Mauperthuis, que son neveu Anne-Pierre de Montesquiou fera rebâtir par Brongniart.